# Новотроицкий район
Новотро́ицкий райо́н — упразднённая административная единица в юго-восточной части Херсонской области Украины. С 2020 года территория района вошла в состав Генического района.
Административный центр района — Новотроицкое, посёлок городского типа (с 16 января 1958 года).

## География
На севере граничил с Каховским и Нижнесерогозским районом, на востоке с Геническим, на западе с Чаплинским, на юге с Красноперекопском районом Автономной Республики Крым.

## История
Район был образован в 1923 году как часть Мелитопольского округа Украинской ССР. В июле 1930, как и большинство округов СССР, Мелитопольский округ был упразднен и район перешел в прямое подчинение УССР. С 1932 года в Днепропетровской области. В 1937 году вошёл в состав Николаевской области, а уже в 1939 перешёл в состав Запорожской области. В 1944 году стал частью Херсонской области
17 июля 2020 года в результате административно-территориальной реформы район вошёл в состав Генического района. На его территории была сформирована Новотроицкая поселковая община.